# André Drapp
André Drapp, né le 12 janvier 1920 à Lunéville et mort le 14 novembre 2008 à Vézelise, est un catcheur français. Il était surnommé le « Lion de Lorraine » et figure parmi les vedettes du culturisme et du catch français des années 1950 à 1970.

## Jeunesse
À 16 ans, il fréquente le Club Vasseur, première association de sport en salle à Nancy.

## Carrière sportive
En 1947, il commence une carrière de culturiste qui s'engage sur un premier succès la même année en remportant le concours du plus bel athlète de France à l'Élysée-Montmartre ; à cette époque, ses mensurations sont : 1,75 m et 80 kg, avec 130 cm de tour d'épaule, 115 cm de tour de poitrine, 78 cm de tour de ceinture, bras 39, mollet 39, cuisse 59, cou 44. 
En 1948, il se classe troisième au concours de Monsieur Univers à Londres, derrière Steve Reeves, et remporte le titre de Monsieur Europe. Sur ces succès, il fait une grande tournée aux États-Unis.
Il combat en Géorgie aux États-Unis, contre des adversaires comme Treacherous Phillips, Frank Taylor, Pancho Valentino, Angelo Cistaldo, Carl “Killer“ Davis, Fred Blassie, Roy Shire, Art Nelson, Eduardo Perez, Whitey Whittier, Tokyo Joe, Carlos Rodriguez, Dizzy Davis, Jerry Graham, Bill Olivos, Nick Kozak... vedettes locales de l'époque,, et à Hollywood, notamment contre Ace Freeman ainsi qu'au Madison Square Garden.
Il rentre de sa tournée américaine en 1956, où il commence sa carrière française de catcheur. Il est populaire sous le nom du « Lion de Lorraine ». Il combat contre les vedettes de l'époque, Robert Duranton, René Lasartesse, toujours vêtu de sa légendaire robe de chambre à croix de Lorraine... Il se lie d'amitié avec Lino Ventura,.
En 1972, un accident de voiture met un terme à sa carrière. Il aura livré 3 000 combats.

## Reconversion
André Drapp s'installe à Vandœuvre-lès-Nancy où il crée une salle de sport, l'Élysée-Club, en 1970. Cet établissement est actif 20 années, il y assure sa direction ainsi que l'animation sportive.